# 스페인과 미국 독립 전쟁
스페인은 프랑스와의 동맹을 통해, 그리고 영국과의 갈등의 일환으로 미국 독립 전쟁에서 중요한 역할을 했다. 스페인은 미국 식민지의 동맹인 프랑스의 동맹으로서 영국에 선전포고를 했다. 특히, 스페인군은 남부의 영국 진지를 공격하여 펜서콜라 포위전에서 영국으로부터 서플로리다를 점령했다. 이것은 보급품의 남부 경로를 확보하고, 미시시피강을 통한 미국 서부 국경을 통한 영국군의 공세 가능성을 차단했다. 스페인은 또한 미국군에 돈, 보급품, 탄약을 제공했다.
1776년부터 스페인은 중요한 군사 보급품을 제공하는 무역 회사인 로드리그 오르탈레스 이 컴퍼니에 공동으로 자금을 지원했다. 스페인은 1781년 최종 요크타운 전투를 위해 당시 스페인령 쿠바였던 아바나에서 금과 은을 모아 자금을 제공했다. 스페인은 부르봉 왕가 협정을 통해 프랑스와 동맹을 맺었고, 독립 전쟁은 그들의 공동의 적, 영국에 맞설 기회였다. 카를로스 3세 (스페인)의 새로 임명된 재상인 플로리다블랑카 백작은 1777년 3월에 "식민지의 운명은 우리에게 매우 중요하며, 우리는 상황이 허락하는 모든 것을 그들을 위해 할 것이다"라고 썼다.

## 미국의 지원: 1776년–1778년
1776년에 프랑스와 스페인은 각각 100만 프랑스 리브르를 공동 대규모 무기 선적에 자금을 대기 위해 기부했다. 이는 장비가 열악한 대륙육군에 대한 스페인의 초기 지원을 의미하며, 216문의 대포, 27문의 박격포, 238문의 포가, 12,826개의 수류탄, 51,134발의 탄약, 30만 파운드의 화약, 총검이 달린 3만 정의 머스켓, 4천 개의 텐트, 3만 벌의 군복 구입 자금을 지원했다. 이러한 시기적절한 스페인의 보급품 지원으로 호레이쇼 게이츠 장군은 1777년 10월 17일 새러토가 전역에서 존 버고인 장군을 상대로 승리했다.

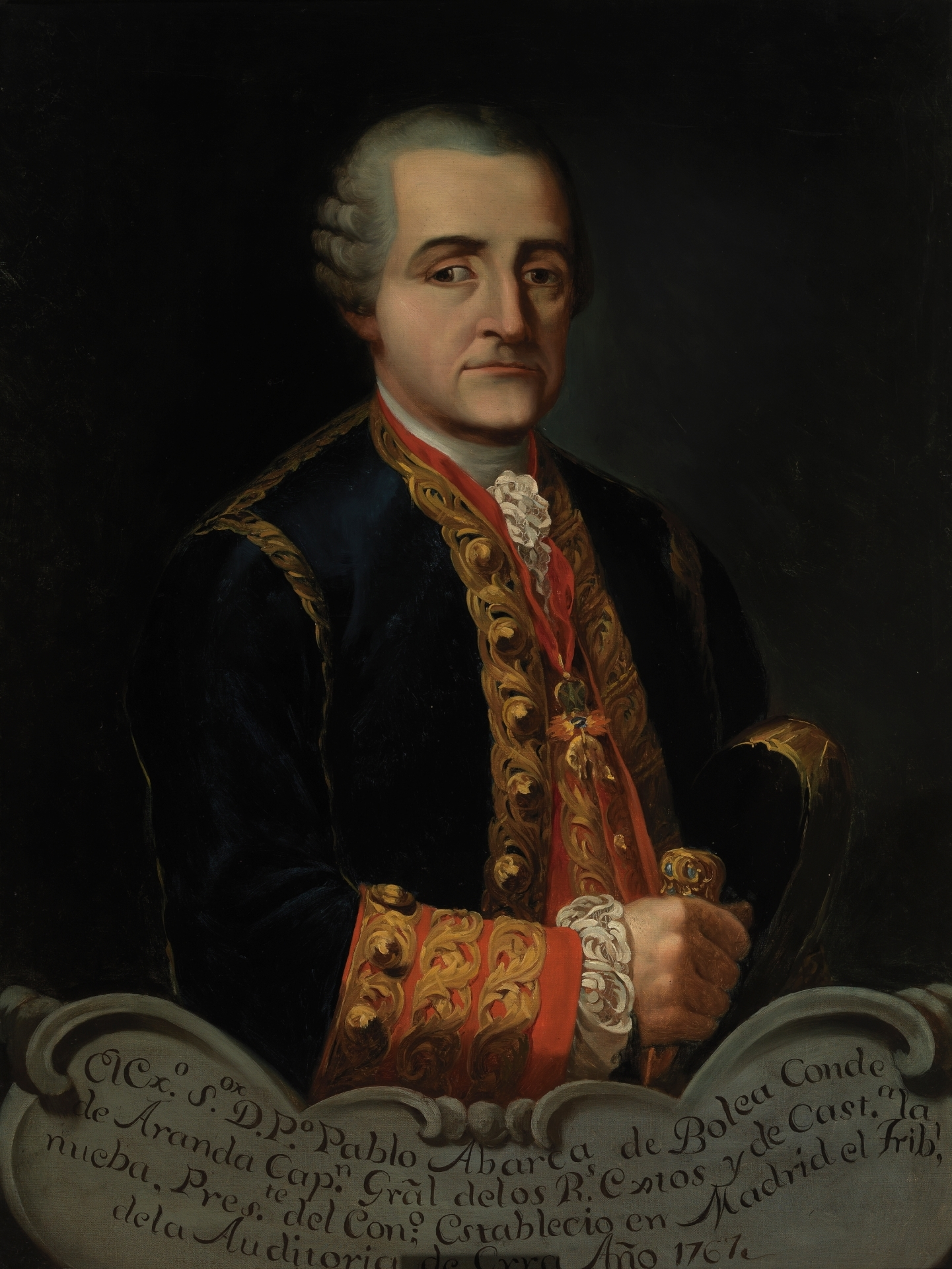
프란시스코 호베르 이 카사노바가 그린 아란다 백작 페드로 파블로 아바르카 데 볼레아의 초상화

같은 해에 파리에 있는 스페인 사절과 서신을 주고받으면서 아라곤 출신의 아란다 백작은 벤저민 프랭클린은 스페인이 "항구에서 해군 보급품과 함께" 거의 20만 리브르에 달하는 현금 대출을 추가로 제공한 것에 대해 감사를 표했다.
스페인의 원조는 로드리그 오르탈레스 이 컴퍼니의 자금 지원으로 프랑스 항구를 통해, 뉴올리언스 항구를 통해 미시시피강을 거슬러 올라가, 아바나의 창고에서, 그리고 빌바오에서 가르도키 가족 무역 회사를 통해 네 가지 주요 경로로 새로운 국가에 공급되었다. 스페인은 가르도키 가문을 통해 전쟁 물자를 공급하는 데 사용될 대출금을 미국에 제공했다.
뉴올리언스에서의 밀수는 1776년에 찰스 리 (군인) 장군이 두 명의 대륙군(미국 육군) 장교를 파견하여 루이스 데 운자가 뉴올리언스 총독에게 보급품을 요청하면서 시작되었다. 스페인이 전쟁을 준비하기 전에 영국을 노골적으로 적대하는 것을 우려한 운자가는 반군을 은밀히 돕는 데 동의했다. 운자가는 애국자이자 재정가인 올리버 폴록이 중개한 거래에서 절실히 필요한 화약 선적을 승인했다. 1777년 1월 베르나르도 데 갈베스 이 마드리드 갈베스 백작이 뉴올리언스 총독으로 임명되자, 그는 보급 작전을 계속하고 확대했다.
미국 외교관 벤저민 프랭클린이 1777년 3월 파리에서 의회 비밀 통신 위원회에 보고한 바와 같이, 스페인 궁정은 반군에게 이전에 제한되었던 풍요로운 아바나 항구에 최혜국 대우로 직접 입항할 수 있도록 조용히 허락했다. 프랭클린은 같은 보고서에서 3천 배럴의 화약이 뉴올리언스에 대기 중이며, 빌바오의 상인들이 "우리가 필요로 하는 물품을 우리를 위해 선적하라는 명령을 받았다"고 언급했다.

## 선전포고
남아메리카 영토를 놓고 벌어진 스페인-포르투갈 전쟁 (1776년–77년)에서 스페인이 승리하여 다음 행보를 고려할 수 있게 되었다. 1777년 10월 1일 산 일데폰소 조약을 체결한 후, 포르투갈의 마리아 1세가 폼발을 해임한 뒤, 스페인은 포르투갈이 1680년에 세운 콜로니아델사크라멘토와 함께 우루과이를 획득했다. 스페인은 또한 동부 선교지를 획득했다. 그 대가로 스페인은 브라질의 포르투갈 영토가 토르데시야스 조약에서 정한 선보다 서쪽으로 훨씬 더 멀리 확장된다는 것을 인정했다. 1778년 3월 11일에 체결된 엘 파르도 조약 (1778년)에서 스페인은 스페인령 기니 (적도 기니)를 획득했는데, 이는 1778년에서 1810년까지 부에노스아이레스에서 통치되었다. 이 조약들로 포르투갈은 전쟁에서 벗어났고, 1781년에는 포르투갈이 중립국 선박의 화물에 대한 영국군의 압류에 저항하기 위해 제1차 무장 중립 동맹에 가입하기도 했다. 이 동맹을 구성하는 국가들은 확대되는 분쟁에서 영국을 도울 수도 있었지만, 그들의 중립성은 영국을 유럽 동맹 없이 남겨두었다.
전직 스페인 외교관이자 당시 프랑스 주재 대사였던 헤로니모 그리말디는 프랑스처럼 신생 미국과 공개 동맹을 맺도록 스페인을 설득하려던 마드리드 주재 미국 외교관 아서 리 (외교관)에게 보낸 서한에서 스페인의 입장을 요약했다. 제노바 공화국 태생으로 본래 교활한 정치인이었던 그리말디는 주저하며 "당신은 당신의 상황을 고려했지, 우리의 상황은 고려하지 않았습니다. 아직 때가 되지 않았습니다. 포르투갈과의 전쟁 – 프랑스가 준비되지 않았고, 남아메리카에서 우리의 화물선이 도착하지 않았습니다 – 때문에 우리가 즉시 선언하는 것은 부적절합니다."라고 답했다. 한편, 그리말디는 리에게 스페인 통제 하에 있는 뉴올리언스 항구와 아바나에 미국을 위한 의류와 화약 비축품이 보관되어 있으며, 빌바오에서는 추가 담요 선적품이 수집되고 있다고 안심시켰다.
1779년 6월까지 스페인군은 전쟁 준비를 마쳤다. 영국의 입장은 특히 침체되어 보였다. 스페인은 1779년 4월에 체결된 아란후에스 조약 (1779년)을 이행하면서 프랑스와 함께 전쟁에 참여했다. 미국과의 동맹 조약은 맺지 않았다.

## 유럽 해역
스페인의 주요 목표는 1704년부터 영국이 점령하고 있던 지브롤터와 메노르카섬을 되찾고, 사략선 활동을 통해 영국 무역에 피해를 입히는 것이었다. 1779년 6월 16일부터 1783년 2월 7일까지 이어진 지브롤터 대포위는 전쟁 중 스페인의 가장 장기적인 작전이었다. 한때 33,000명에 달하는 프랑스-스페인 연합군의 규모가 더 컸음에도 불구하고, 조지 오거스터스 엘리엇이 이끄는 영국군은 요새를 사수할 수 있었고, 세 차례에 걸쳐 해상 보급을 받았다. 루이스 데 코르도바 이 코르도바는 1782년 10월 지브롤터 재보급 후 하우의 함대가 본국으로 귀환하는 것을 막지 못했다. 프랑스-스페인 연합군의 메노르카 침공 (1781년)은 더 성공적이었다. 메노르카는 이듬해 항복했고, 영국이 처음 점령한 지 거의 80년 만에 전쟁 후 스페인에 반환되었다. 1780년과 1781년, 루이스 데 코르도바 이 코르도바의 함대는 미국으로 향하는 영국 호송선을 나포하여 영국 군사 보급품과 상업에 큰 피해를 입혔다.

## 서인도 제도 및 걸프 연안

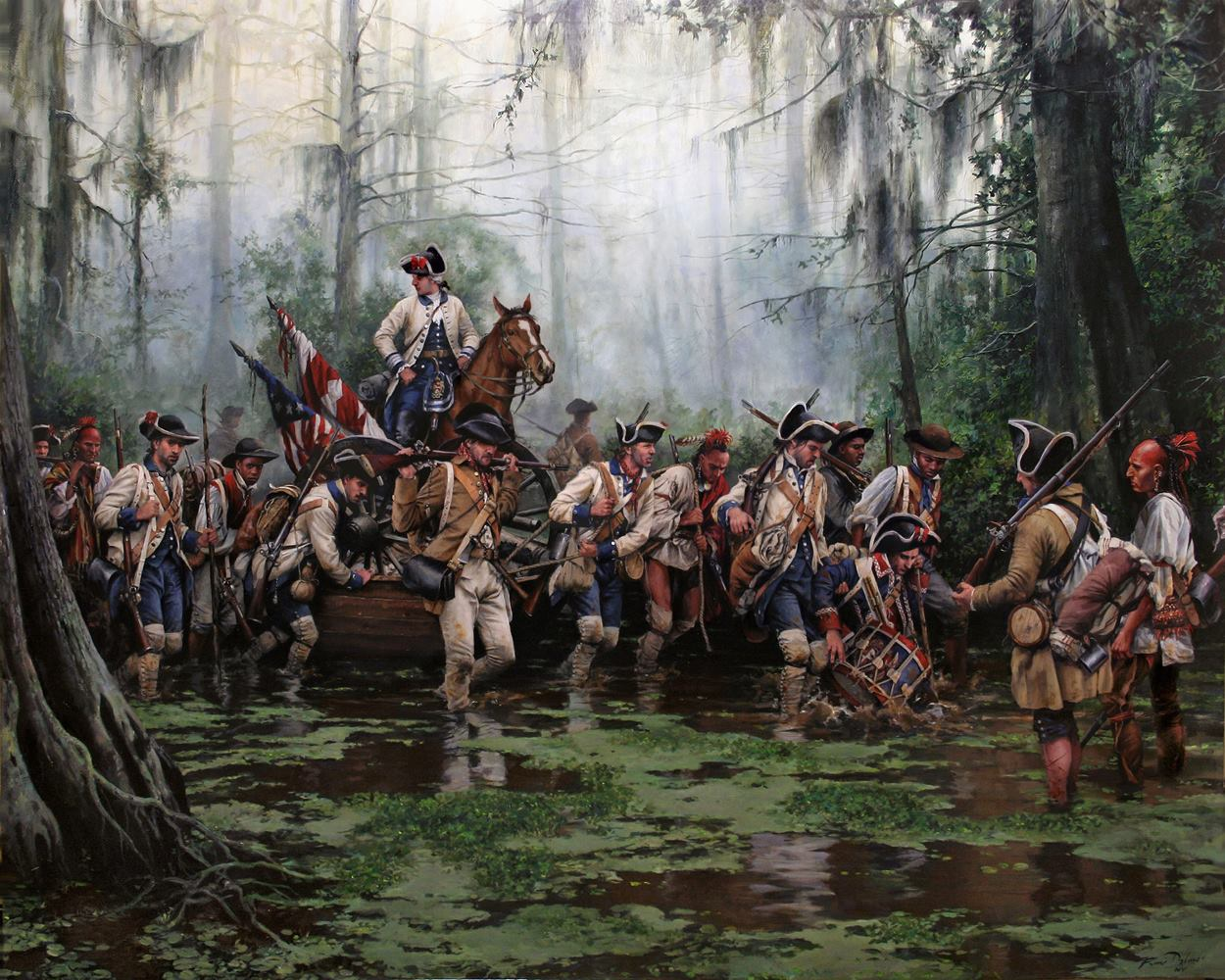
아우구스토 페레르-달마우의 미시시피 하류 스페인 진군을 묘사한 그림

카리브해에서 스페인의 주요 노력은 쿠바에 대한 영국의 상륙 가능성을 막는 데 집중되었다. 이는 7년 전쟁에서 아바나를 점령했던 영국의 쿠바 원정을 기억하고, 1763년 평화 조약 이후 스페인에 반환되었기 때문이었다. 다른 목표로는 플로리다 재정복(영국이 1763년에 서플로리다와 동플로리다로 나누었던)과 중앙아메리카에서 영국과의 벌목 분쟁 해결이 포함되었다.
본토에서는 스페인령 루이지애나의 총독인 베르나르도 데 갈베스 백작이 미시시피강 계곡에 있는 영국 요새에 대한 일련의 성공적인 공세를 이끌었다. 먼저 맨책의 포트 뷰트를 공격하여 점령했고, 이어서 1779년과 1780년에 배턴 루지와 내처즈 (루이지애나 주), 모빌 (앨라배마주)의 항복을 강요했다. 1780년 허리케인이 영국령 서플로리다의 수도인 펜서콜라를 점령하려던 원정대를 막았지만, 갈베스의 군대는 1781년 펜서콜라 전투 (1781년)에서 영국군에 결정적인 승리를 거두어 스페인이 서플로리다 전체를 장악하게 되었다. 이것은 보급품의 남부 경로를 확보하고, 미시시피강을 통한 미국 서부 국경을 통한 영국군의 공세 가능성을 차단했다.
스페인이 전쟁에 참전했을 때, 영국도 카리브해에서 공세에 나섰고, 스페인령 니카라과에 대한 원정을 계획했다. 산 페르난도 데 오모아에서 교두보를 확보하려던 영국의 시도는 1779년 10월에 격퇴되었고, 1780년 니카라과의 산 후안 요새에 대한 산 후안 원정 (1780년)은 처음에는 성공적이었지만, 황열과 기타 열대병으로 대부분의 병력이 전멸하여 철수하여 자메이카로 돌아갔다.

## 미시시피강 계곡

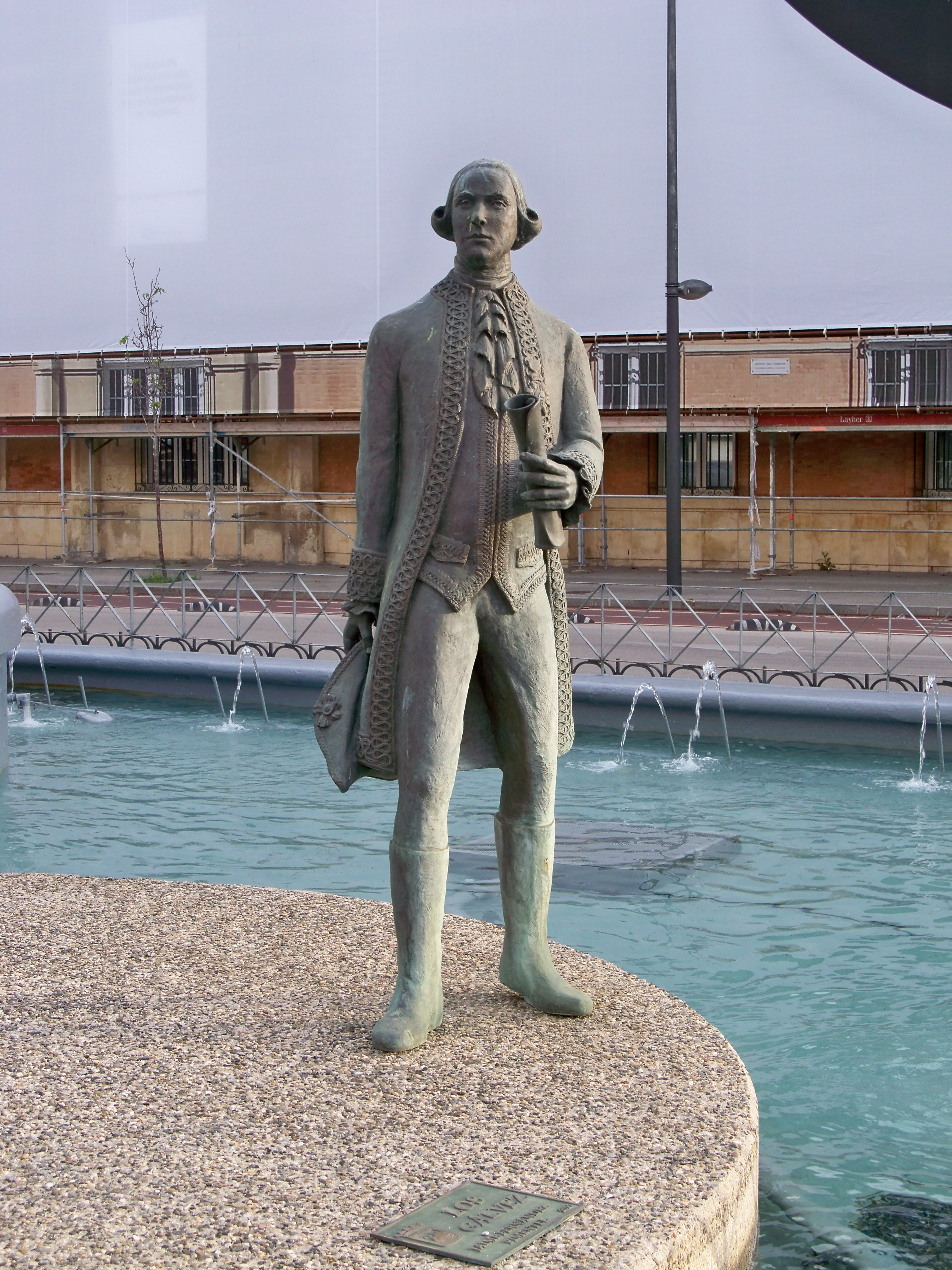
말라가에 있는 베르나르도 데 갈베스 동상

7년 전쟁이 끝난 후, 프랑스는 파리 조약 (1763년)에서 미시시피강 계곡이 영국 통제하에 들어가는 것을 막기 위해 동맹국인 스페인에 양도했다. 스페인은 미국이 미국 중서부에서 벌이는 캠페인을 지원했다. 1778년 1월, 버지니아주 주지사 패트릭 헨리는 조지 로저스 클라크의 원정을 승인했고, 그는 빈센스 요새를 점령하고 오하이오 북부 지역을 반군에게 확보했다. 클라크는 갈베스와 올리버 폴록에게 무기와 탄약을 공급하고 물자를 위한 신용을 제공하는 데 의존했다. 폴록이 클라크에게 보급품을 구매하기 위해 설정한 신용 한도는 버지니아 주에 의해 보증될 예정이었다. 그러나 폴록은 결국 자신의 개인 신용과 갈베스에게 의존해야 했고, 갈베스는 폴록이 대출금으로 스페인 정부의 자금을 사용할 수 있도록 허락했다. 이 자금은 보통 갈베스의 개인 비서가 밤중에 은밀히 전달했다.
루이지애나 지역의 스페인 수비대는 1780년 세인트루이스 전투에서 영국군과 그들의 인디언 동맹군의 공격을 격퇴했다. 1년 후, 파견대는 현재의 일리노이주를 통과하여 현재의 미시간주에 있는 세인트 조셉 요새를 점령했다. 이 원정으로 스페인은 북서부 영토에 대한 일부 권리를 주장했지만, 파리 조약 (1783년)에서 영국과 신생 미국이 별도의 평화를 맺으면서 외교적으로 좌절되었다.

## 요크타운 포위전

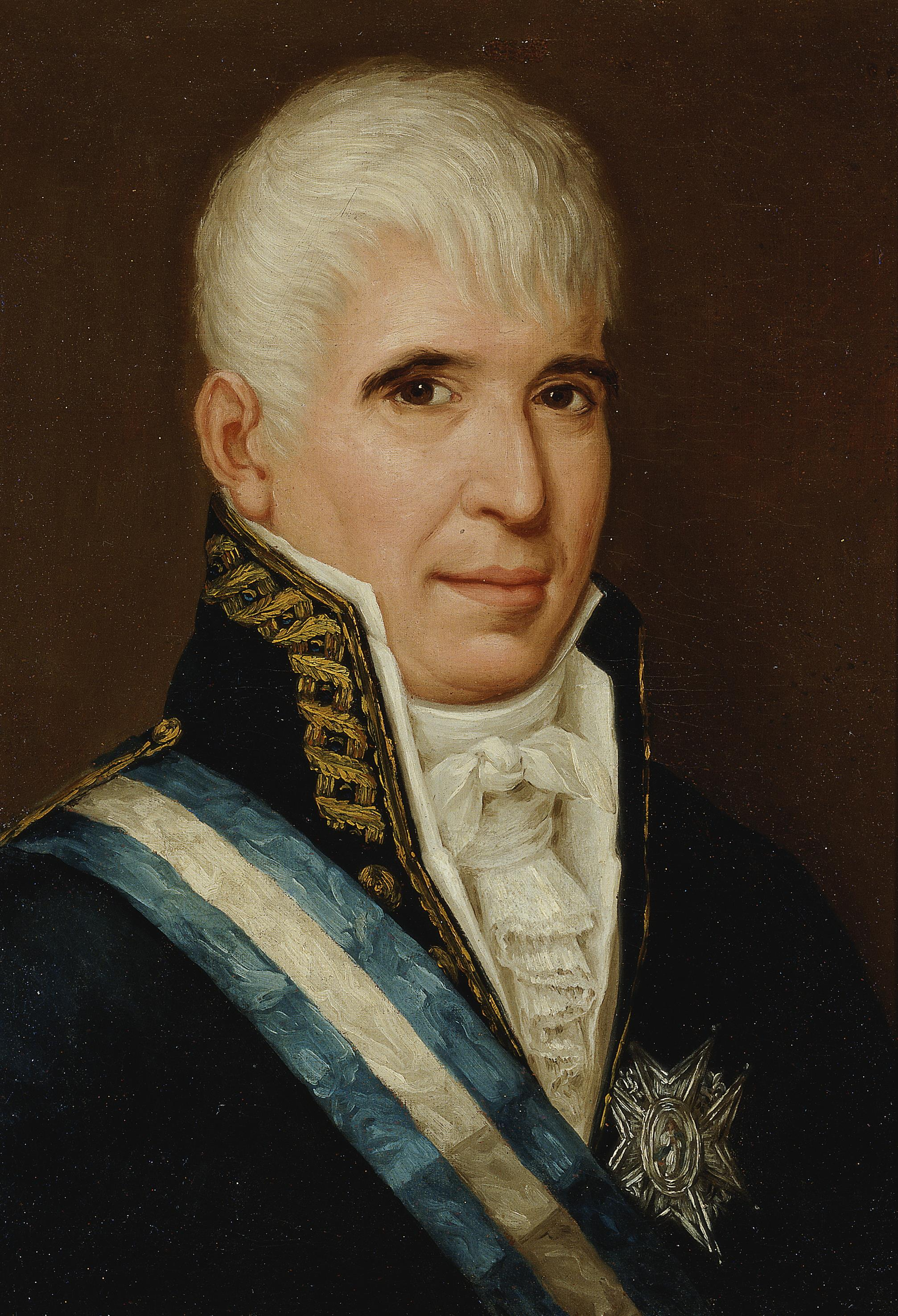
프란시스코 사아베드라 (프라도 미술관).

스페인은 또한 북아메리카 전역의 결정적이고 마지막 주요 전투인 1781년 요크타운 전투에도 참여했다. 북아메리카에서 자국 군대를 지휘하던 프랑스 장군 로샹보 백작 장바티스트 도나티앵 드 비뫼르는 미국을 돕기로 지명된 프랑스 제독 프랑수아 조제프 폴 드 그라스에게 요크타운 전역에 자금을 조달하기 위해 카리브해에서 돈을 모아달라는 절박한 호소를 보냈다. 스페인 요원 프란시스코 사아베드라 이 상그로니스의 도움으로 필요한 현금, 50만 페소 이상의 은화가 쿠바 아바나에서 24시간 내에 모금되었다. 이 돈은 포위전에 필요한 중요한 보급품을 구매하고 대륙육군의 급여를 지불하는 데 사용되었다.

## 안틸레스 전쟁
스페인이 전쟁에 참전한 후 영국 총독이자 자메이카 총사령관인 존 달링 소장은 1780년에 스페인령 니카라과주에 대한 원정을 제안했다. 목표는 산후안강 (니카라과)을 따라 니카라과호까지 항해하여 그라나다 (니카라과) 마을을 점령하는 것이었다. 이는 스페인령 아메리카를 효과적으로 양분하고 태평양으로의 잠재적인 접근을 제공할 것이었다. 질병과 군수 문제로 인해 원정은 큰 비용을 초래하는 실패로 판명되었다.
원정대는 1780년 2월 3일 자메이카를 떠났으며, 21세의 호레이쇼 넬슨 대위가 지휘하는 Hinchinbrook의 호위를 받았다. 넬슨은 참석한 장교 중 가장 고위직이었지만, 그의 권한은 해군 작전에 국한되었다. 총사령관은 제60연대의 존 폴슨 대위(현지 계급은 소령)였는데, 그는 젊은 넬슨의 능력을 인정하고 그와 긴밀히 협력했다. 폴슨은 제60연대와 제79연대 소속 정규군 3백에서 4백 명, 달링이 모집한 아일랜드 충성군 약 3백 명, 그리고 흑인과 미스키토족을 포함한 수백 명의 현지 신병을 보유하고 있었다.
많은 지연 끝에 원정대는 1780년 3월 17일에 산 후안 강을 거슬러 올라가기 시작했다. 4월 9일, 넬슨은 그의 경력에서 첫 백병전에서 산 후안 강에 있는 바르톨라 (니카라과) 섬의 스페인군 포대를 점령하는 공격을 이끌었다. 5마일(8km) 상류에 위치하고 약 150명의 무장 방어 병력과 86명의 기타 인원으로 구성된 산 후안 요새 (니카라과)의 포위는 4월 13일에 시작되었다. 좋지 않은 계획과 보급품 손실로 인해 영국군은 곧 대포 탄약과 병사들의 식량이 부족해지기 시작했다. 4월 20일 열대성 비가 내리기 시작하자 병사들은 말라리아와 이질, 그리고 아마도 장티푸스로 인해 병들고 죽기 시작했다.
넬슨은 가장 먼저 병에 걸린 사람들 중 한 명이었고, 스페인군이 요새를 항복하기 전날인 4월 28일 강 아래로 이송되었다. 약 450명의 영국군 증원 병력이 5월 15일에 도착했지만, 흑인과 인디언들은 질병과 불만으로 인해 원정대를 포기했다. 달링은 증원 병력을 모으려 계속 노력했지만, 질병이 계속해서 큰 피해를 입혔고, 원정대는 1780년 11월 8일에 포기되었다. 스페인군은 영국군이 떠날 때 요새를 폭파한 후 요새의 잔해를 재점령했다. 총 2,500명 이상이 사망했으며, 이는 "산 후안 원정을 전체 전쟁에서 가장 비용이 많이 든 영국의 재앙"으로 만들었다.
이러한 성공에 이어 스페인 비인가 병력은 1782년에 전투 없이 바하마를 점령했다. 1783년 갈베스는 쿠바에서 자메이카를 침공할 준비를 하고 있었으나, 영국이 평화를 요청하면서 이 계획들은 취소되었다.

## 파리 조약
스페인 당국이 7년 전쟁에서의 부진한 성과로 인해 단행한 개혁은 전반적으로 성공적이었음이 입증되었다. 그 결과, 스페인은 파리 조약에서 메노르카와 서플로리다를 유지하고 동플로리다도 되찾았다. 그러나 미시시피 동쪽의 땅은 새로 독립한 아메리카 합중국의 일부로 인정되었다.

## 승리에 대한 기여
프랑스의 개입은 영국군의 패배에 결정적이었다. 스페인의 기여 또한 중요했다. 외국 군주국들과 동맹을 맺음으로써, 미국은 유럽 제국주의 내의 권력 투쟁을 활용하여 본질적으로 영국에 대항하는 통일 전선을 형성했다. 신생 국가는 공화주의를 확산시키고자 했으며, 이는 스페인 자신의 식민지를 위협할 수 있었고, 나중에 스페인령 아메리카 독립 전쟁에서 그렇게 되었다. 그럼에도 불구하고, 스페인은 지정학적 이익을 추구하며 전쟁 내내 일정 수준의 지원을 유지했다. 역사가 토머스 A. 베일리는 스페인에 대해 다음과 같이 말한다:
그녀는 배상과 복수를 위한 전쟁[영국에 대항하는]의 전망에 이끌렸지만, 독립적이고 강력한 미국 공화국의 망령에 의해 퇴각했다. 그러한 새로운 국가는 애팔래치아 산맥을 넘어 미시시피 계곡으로 진출하여 스페인이 스스로 원했던 영토를 점유할 수 있었다. 더 나아가, 그것은 결국 신세계에 있는 스페인의 식민지를 점령할 수도 있었다.

## 여파

미국 독립 전쟁 말기 스페인 외교가 제안한 북아메리카 국경, 1782년 8월 3일

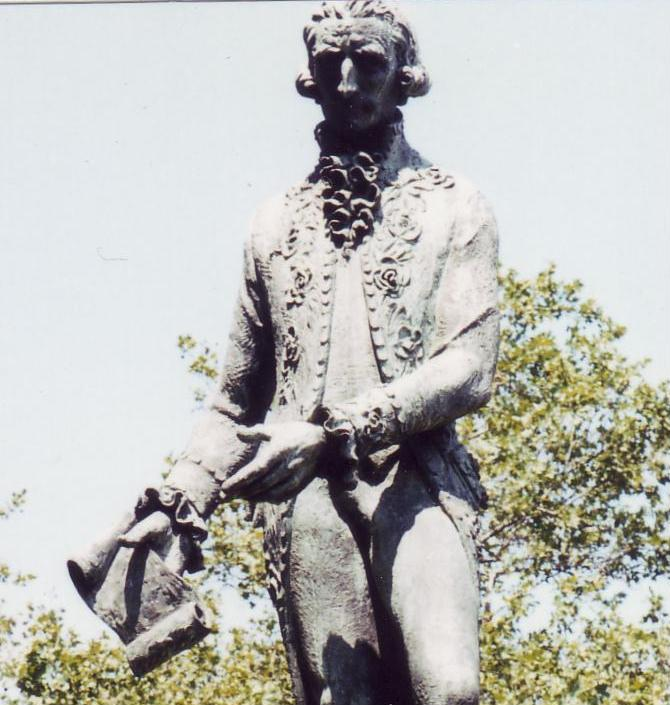
루이스 안토니오 상기노가 만든 디에고 데 가르도키의 필라델피아 동상

미국 독립 전쟁에 대한 스페인의 개입은 성공적인 것으로 널리 평가되었다. 스페인은 북아메리카의 반란군과의 전투 노력과 동시에 주요 강대국 제휴에 맞서 여러 전선에서 글로벌 전쟁을 수행하는 영국의 취약점을 이용하여 전쟁에 참전하는 위험을 감수했다. 이는 스페인이 비교적 쉽게 일부 정복을 얻는 데 도움이 되었다.
이 전쟁은 7년 전쟁에서 영국에 입은 손실로 인해 고통받았던 왕국의 명성을 높이는 데 기여했다. 스페인의 가장 탐내는 목표인 지브롤터는 여전히 손에 넣지 못했지만, 메노르카섬을 회복하고 카리브해 및 그 주변 식민지에 대한 영국의 위협을 줄임으로써 이를 충분히 보상받았으며, 이 모든 것은 스페인의 이익에 필수적인 것으로 간주되었다.
스페인은 전쟁에서 실질적인 성과를 거둔 것으로 평가되었는데, 특히 동맹국인 프랑스와는 대조적이었다. 프랑스 국왕은 명확한 군사적 또는 경제적 이득 없이 막대한 인력, 자금 및 물자를 투자했다. 프랑스는 막대한 부채에 시달렸고 이를 갚기 위해 고군분투했으며, 이는 1789년에 발발한 프랑스 혁명의 주요 원인 중 하나가 되었다. 이에 비해 스페인은 멕시코와 볼리비아의 광산에서 은 생산량이 엄청나게 증가한 덕분에 부채를 더 쉽게 처리할 수 있었다.
특히 이 전쟁의 한 가지 결과는 플로리다블랑카 총리의 지위가 향상되었다는 점이며, 그의 정부는 1792년까지 스페인 정치를 계속 지배했다.
전쟁 중 반군을 크게 도왔던 가르도키 무역 회사의 디에고 데 가르도키는 1784년 스페인의 초대 미국 대사로 임명되었다. 가르도키는 조지 워싱턴과 친분을 쌓았고, 새로 선출된 워싱턴 대통령의 취임식 퍼레이드에 참가했다. 카를로스 3세 (스페인) 국왕은 워싱턴과의 소통을 계속하며, 워싱턴이 마운트 버넌 농장을 위해 요청했던 스페인산 가축을 보냈다.

## 같이 보기
- 스페인-미국 관계
- 미국 독립 전쟁의 외교
- 스페인과 미국 남북 전쟁

## 추가 자료
- Calderón Cuadrado, Reyes (2004). 《Empresarios españoles en el proceso de independencia norteamericana: La casa Gardoqui e hijos de Bilbao》. Madrid: Union Editorial, S.A.
- Castillero Calvo, Alfredo (2004). 《Las Rutas de la Plata: La Primera Globalización》. Madrid: Ediciones San Marcos. ISBN 84-89127-47-6.
- Caughey, John W. (1998). 《Bernardo de Gálvez in Louisiana 1776–1783》. Gretna: Pelican Publishing Company. ISBN 1-56554-517-6.
- Chávez, Thomas E. (2002). 《Spain and the Independence of the United States: An Intrinsic Gift》. Albuquerque: University of New Mexico Press. ISBN 0-8263-2794-X.
- Cummins, Light Townsend. Spanish Observers and the American Revolution, 1775-1783. Baton Rouge: LSU Press 1977.
- Dull, Jonathan R. (1975). 《The French Navy and American Independence: A Study of Arms and Diplomacy, 1774–1787》. Princeton: Princeton University Press.
- Fernández y Fernández, Enrique (1985). 《Spain's Contribution to the independence of the United States》. Embassy of Spain: United States of America.
- Harvey, Robert (2004). 《A Few Bloody Noses: The American Revolutionary War》. Robinson. ISBN 1-84119-952-4.
- Legacy: Spain and the United States in the Age of Independence, 1763-1848 / Legado: España y los Estados Unidos en la era de la Independencia, 1763-1848. Catalogue of an Exhibition at the National Portrait Gallery, Smithsonian Institution. ISBN 978-84-95146-36-6
- McFarlane, Anthony. "The American Revolution and the Spanish Monarchy." In Europe's American Revolution, edited by Simon P. Newman. Palgrave Macmillan 2006, 26-50.
- Mitchell, Barbara A. (Autumn 2012). “America's Spanish Savior: Bernardo de Gálvez”. 《MHQ (Military History Quarterly)》. 98–104면.
- Sparks, Jared (1829–1830). 《The Diplomatic Correspondence of the American Revolution》. Boston: Nathan Hale and Gray & Bowen.